# Pollux (Satellit)
Pollux (auch als D5-A bezeichnet) ist ein französischer Kleinsatellit, der mit Hilfe einer Diamant-Rakete zusammen mit dem Satelliten Castor gestartet wurde.

## Zweck und Aufbau
Pollux diente als Experimentalsatellit für die Erprobung eines Hydrazinantriebs. Der kugelförmige Tank fasste 7 kg Hydrazin, die Verbrennung bei 1000 °C erzeugte einen mittleren Schub von 2,5 Newton. Die Bewegung des Satelliten wurde durch Beschleunigungsmesser und Gyrometer erfasst und verarbeitet, bevor die Daten auf 136,610 MHz zur Erde gefunkt wurden. Die Solarzellen erzeugten eine elektrische Leistung von 5 W.

## Missionsverlauf

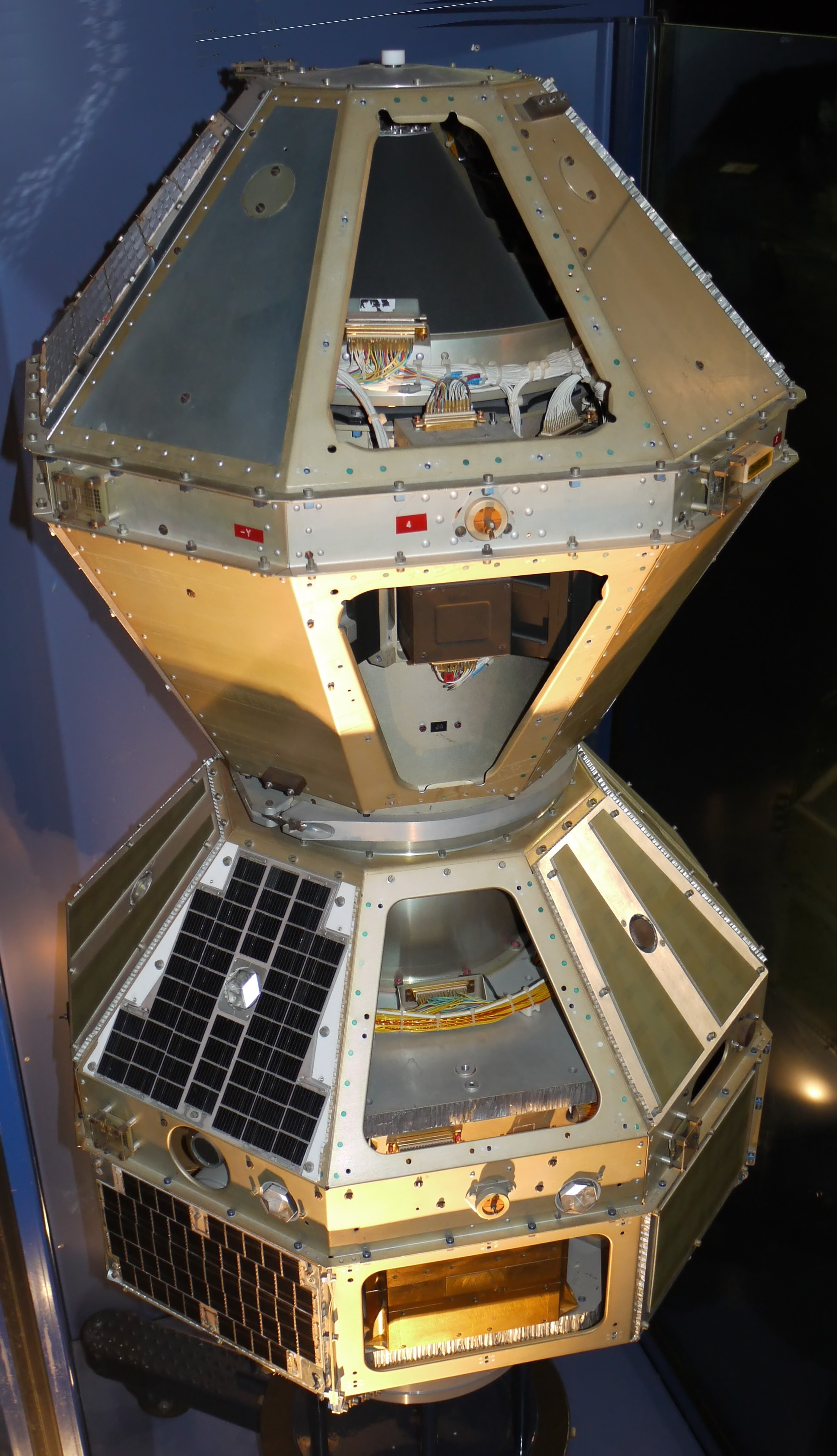
Pollux (oben) mit Castor (unten)

Der erste Startversuch am 22. Mai 1973 in Kourou misslang, weil sich eine Schutzverkleidung nicht löste. Der Start am 17. Mai 1975 verlief dagegen erfolgreich. Im Orbit wurde der Satellit in eine Rotation von 10 Umdrehungen pro Minute versetzt. Nach der Trennung von Castor betrug die Relativgeschwindigkeit der beiden Satelliten 1 m/s.
Nach einigen Tagen wurde der Hydrazinantrieb erfolgreich getestet. Durch einen Fehler wurde die Umlaufbahn jedoch zu stark abgesenkt, so dass Pollux bereits am 5. August in der Erdatmosphäre verglühte.